# Turnișor, Sibiu

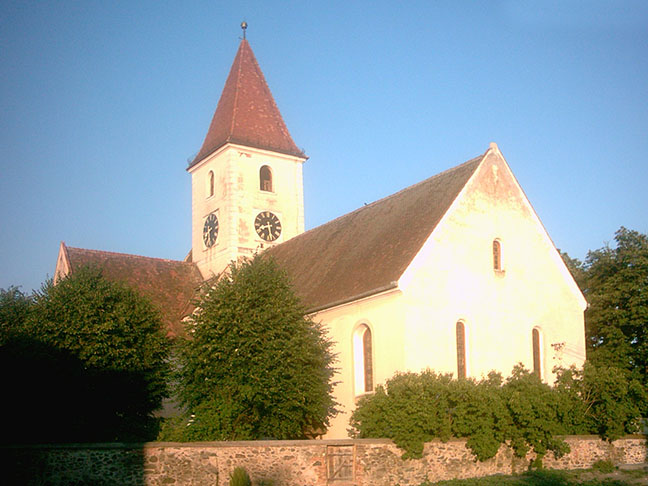
Bazilica romanică din secolul al XIII-lea, al cărei turn a dat numele român și maghiar al Turnișorului

Turnișor (în latină Villa Egonis, dialectul săsesc Neppenderf, Nâpndref, Naepmdref, în germană Neppendorf, Steppendorf, Nebendorf, în maghiară Kistorony) este în prezent un cartier al municipiului Sibiu.
Așezarea a fost întemeiată de sași și este atestată documentar din anul 1336.
După 1734 aici s-au stabilit și landleri.

## Istoric

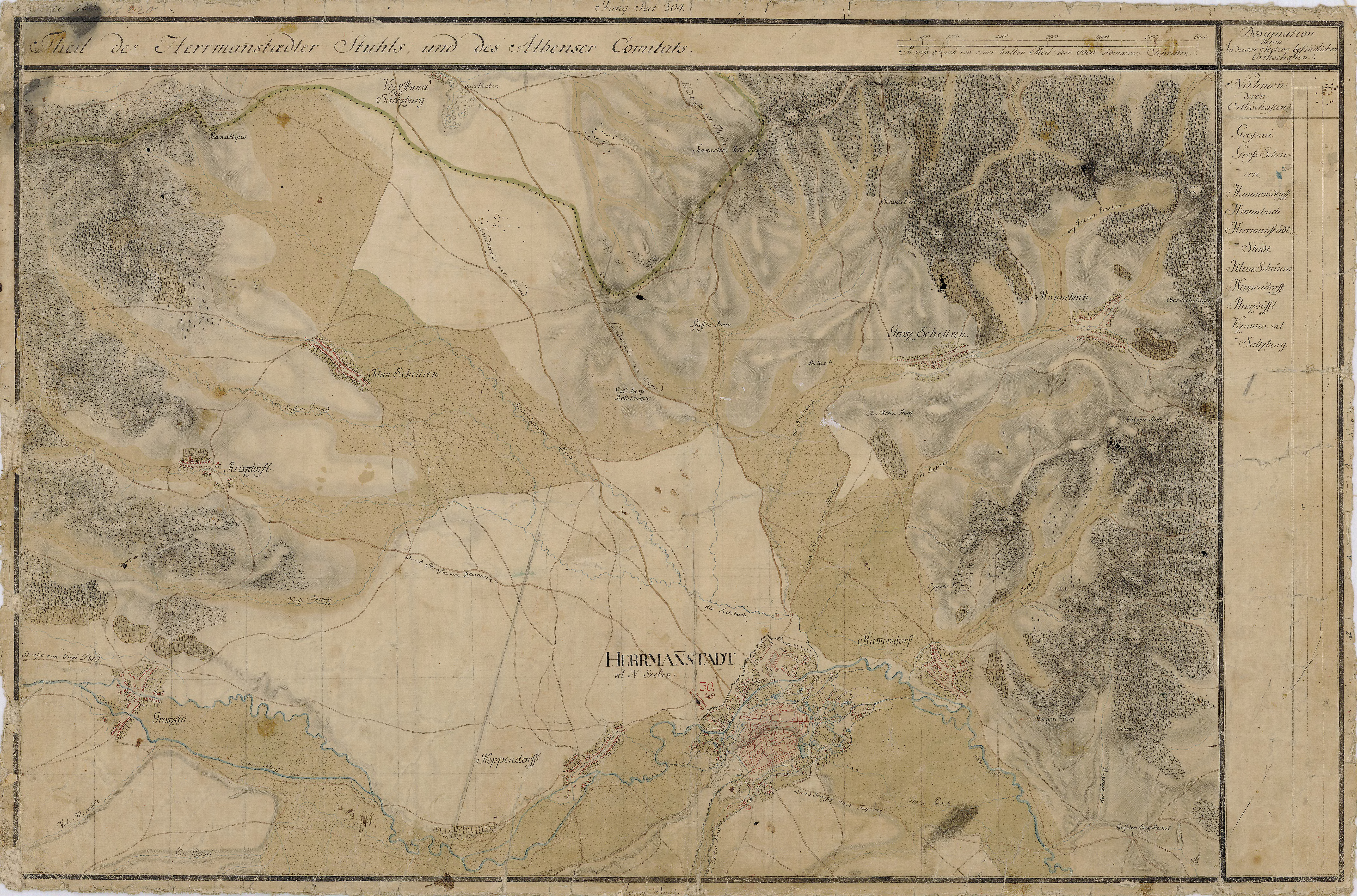
Turnișor în Harta Iosefină a Transilvaniei, 1769-1773

Localitatea a fost încorporată municipiului Sibiu după cel de-Al Doilea Război Mondial. La sfârșitul  anilor 1980, în cadrul politicii de sistematizare inițiate de guvernul României socialiste, o parte a caselor săsești au fost demolate și înlocuite cu blocuri de locuințe din materiale prefabricate.
La o casă de rugăciune penticostală a rromilor din cartierul Turnișor a fost predicator Florin Cioabă, care s-a autoproclamat în anul 1997 ca rege internațional al țiganilor.

## Ansambluri rezidențiale
În cartierul Turnișor sunt cele mai multe proiecte rezidențiale noi din Sibiu după 1990.
- Magnolia Residence Sibiu
- Belvedere Residence Sibiu
- Splendor Residence Sibiu
- Cartierul Alma
- Magnolia Office Building

## Demografie
Până în anii 1980 localitatea a fost majoritar săsească.
La recensământul din 1930 au fost înregistrați 3.564 locuitori, dintre care 2.991 germani, 546 români, 27 maghiari ș.a. Sub aspect confesional populația era alcătuită din 2.972 luterani, 537 ortodocși, 30 romano-catolici ș.a.

## Personalități născute aici
- George Calboreanu (1896 - 1986), actor.

## Galerie imagini

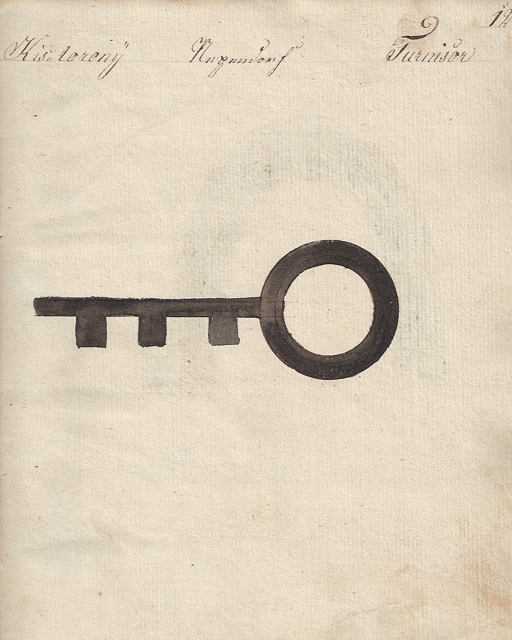
1826 - Danga pentru vitele din Turnişor